# Локнянский сельский совет (Кролевецкий район)
Локнянский сельский совет (укр. Локнянська сільська рада) — входит в состав
Кролевецкого района
Сумской области
Украины.
Административный центр сельского совета находится в 
с. Локня
.

## Населённые пункты совета
- с. Локня